# Майстерня Санти (мультфільм)
«Майстерня Санти» (англ. Santa's Workshop) — короткометражний мальований мультфільм студії Disney режисера Вілфреда Джексона, вперше випущений 10 грудня 1932 року в серії «Кумедні симфонії». У фільмі Санта-Клаус і його ельфи готуються до Різдва в майстерні Санта-Клауса. Наступного року знято продовження «Ніч перед Різдвом», частково засноване на поемі 1823 року «Візит святого Миколая», де Санта залишає іграшки в будинку з дев'ятьма дітьми.
У Швеції та Норвегії «Майстерня Санти» є частиною різдвяного телешоу «Від усіх нас до усіх вас», який традиційно показують напередодні Різдва. З ініціативи Діснея з фільму вирізано сцени, що зображують різні етнічні стереотипи, такі як лялька-піканіні та єврейська лялька, які викликали масу громадської критики у Швеції та Данії.
«Майстерня Санти» — це перший мультфільм під назвою «Кумедні симфонії», розроблений з використанням системи звукозапису RCA Photophone.
Фільм містить перший з «Військових маршів» Франца Шуберта.

## Сюжет
Коли Санта гортає свою книгу з іменами всіх хлопчиків і дівчаток у світі, він помічає порожнє місце біля імені маленької Емілі. Це означає, що минулого року він не отримав від неї листа, а Емілі, відповідно, не отримала жодної іграшки. Санта та його ельфи повинні зробити цьогорічне Різдво Емілі вдвічі приємнішим. Деякі ельфи під спів чистять сани Санти та оленів, готуючись до катання на санях у Святвечір. Маленькі помічники Санти поспішають закінчити іграшки, які оживають і йдуть у мішок Санти, щоб він міг вирушити в подорож навколо земної кулі.

## Озвучення
- Санта-Клаус — Волтер Гейгер
- Гном з глибоким голосом — Джессі Делос Джукс
- Секретар Санти — Пінто Колвіг
- Другий помічник Санти — Волт Дісней[7]

## Випуски для домашнього перегляду
Фільм представлено в ранніх VHS-релізах «Різдво Волта Діснея», де містилася не вирізана сцена з лялькою з блекфейсом.
19 грудня 2006 року фільм випущено на DVD у Walt Disney Treasures: More Silly Symphonies, Volume Two у розділі «Зі сховища» через ляльку з блекфейсом.
Короткометражку оновлено до формату HD і випущено на Disney+ 12 листопада 2019 року, при цьому сцену з лялькою з блекфейсом вилучено. Спочатку Disney+ стверджувала, що фільм представлена таким, яким його випущено спочатку, але згодом це твердження з потокового сервісу видалили.